# Philip Bard
Phillip Bard (Port Hueneme, California, 25 de octubre de 1898-5 de abril de 1977) fue un fisiólogo estadounidense. Graduado en Princeton y Harvard, Walter Cannon supervisó su tesis doctoral.
Su interés por la fisiología fue temprano, interesándose ya en la adolescencia por la obra de W. H. Howell, quien fundó la cátedra en la que más tarde Bard desarrolló toda su carrera.
Antes de graduarse, sirvió como voluntario del cuerpo de ambulancias durante la Primera Guerra Mundial en Francia (1917-1919). En 1929 fue elegido miembro de la Sociedad Americana de Fisiología. Tras su doctorado trabajó en (1928-1931) y Harvard (1931-1933), hasta que en 1933 se convirtió en el catedrático y director del departamento de fisiología de la universidad Johns Hopkins, el puesto que él siempre había deseado. Fue decano de la facultad de medicina en el periodo 1953-1957. 
Sus investigaciones se centraron en las funciones del sistema nervioso, especialmente en cómo el cerebro mediaba en el control de las emociones (biopsicología de la emoción), el sistema vestibular y las enfermedades motrices. Realizó contribuciones significativas en la localización de la función y en la concepción del centro neural, lo que tuvo un efecto palpable en las investigaciones posteriores.
En el campo de la psicobiología de la emoción, Bard retomó las propuestas de su maestro Walter Cannon para ampliarlas y difundirlas en lo que se conoce como teoría de Cannon-Bard.
Su Tratado de fisiología se conoce en lengua española gracias a la labor de José Puche Álvarez.